# Five Nights at Freddy's: Secret of the Mimic
Five Nights at Freddy’s: Secret of the Mimic é um jogo eletrônico de Survival Horror da franquia Five Nights at Freddy’s, desenvolvido pela Steel Wool Studios e publicado pelo ScottGames. Ele foi anunciado pela primeira vez em 6 de agosto de 2024 e foi lançado para Windows e PlayStation 5 em 13 de junho de 2025. O jogo apresenta com destaque o personagem Mímico.

## Desenvolvimento
De acordo com o SteamDB, Secret of the Mimic começou o desenvolvimento por volta de 2022, com a página no Steam sendo criada em novembro do mesmo ano.  Em 6 de agosto de 2024, o jogo foi anunciado pela Steel Wool Studios, junto com um teaser trailer,  o título e uma janela de lançamento para 2025.
Em 28 de agosto de 2024, uma página na PlayStation foi publicada,  revelando que o jogo seria jogável tanto em modos não-VR quanto em VR para o PlayStation VR2. Em 30 de agosto de 2024, uma curta demonstração em VR de Secret of the Mimic esteve disponível para jogar na PAX West 2024.  Em 20 de setembro de 2024, o jogo pôde ser testado durante o evento Day of the Devs: Fantastic Games, realizado como parte do Fantastic Fest 2024. O jogo também foi exibido em uma apresentação de 20 minutos acessível apenas aos participantes do evento.
Em 12 de fevereiro de 2025, o primeiro trailer completo foi revelado durante uma transmissão do State of Play da PlayStation, anunciando a data de lançamento para 13 de junho de 2025. No mesmo dia, os detalhes sobre suporte ao PSVR2 foram discretamente removidos da página do jogo na PlayStation Store e de diversas outras fontes. A página do jogo no Steam atualmente também não lista suporte a VR como uma funcionalidade. Até o momento, não se sabe se o suporte a VR foi cancelado ou se trata-se apenas de um descuido por parte dos desenvolvedores.
Em 14 de março de 2025, a página oficial do jogo no Steam foi atualizada com informações completas.

## Enredo
Arnold, um técnico sobrecarregado da Entretenimentos Fazbear, recebe a missão de recuperar os esquemas de uma tecnologia revolucionária — o “Mímico” — na Mansão das Fantasias do Murray, oficina abandonada do inventor Edwin Murray, que desapareceu misteriosamente.
Projetado originalmente para entreter o filho de Edwin, David, o Mímico é um endoesqueleto capaz de se adaptar a qualquer fantasia e assumir comportamentos animatrônicos. No entanto, após a trágica morte de David, o protótipo desenvolve tendências violentas e se transforma em uma ameaça perigosa. Durante a exploração da Mansão das Fantasias, Arnold coleta registros de áudio e anotações que revelam o declínio mental de Edwin, abalado pelas mortes de sua esposa Fiona e de seu filho David, que o levam a estudar obsessivamente o Mímico — e a incutir nele comportamento violento.
Arnold deve também aprimorar seu dispositivo, o “Data Diver”, através de terminais presentes na oficina, permitindo acesso a áreas restritas e possibilitando a extração dos esquemas do Mímico. O Mímico aparece sob diversas fantasias — entre elas Jackie, Big Top, Nurse Dollie e mais — alternando entre comportamentos patrulhantes, perseguições guiadas por roteiros e ataques imprevisíveis. O ambiente construído como um labirinto amplifica a tensão enquanto Arnold tenta sobreviver e recuperar o código.

## Jogabilidade
Five Nights at Freddy's: Secret of the Mimic adota uma jogabilidade em primeira pessoa, focada em furtividade, exploração e resolução de quebra-cabeças.
Diferente dos primeiros jogos da série, que utilizavam câmeras de segurança estáticas, o título oferece liberdade de movimentação pelo ambiente em tempo real, semelhante ao que foi visto em Five Nights at Freddy's: Security Breach. O jogador precisa usar esconderijos, mover-se silenciosamente e utilizar ferramentas específicas para sobreviver. Ao longo do jogo, o Mímico assume diferentes formas temáticas, conhecidas como fantasias (ou "costumes"), como Jackie, Dollie e outros. Cada uma dessas formas apresenta padrões de comportamento distintos, exigindo que o jogador se adapte a novas estratégias conforme avança pelas fases. A jogabilidade também inclui a utilização de gadgets — como geradores de ruído ou sensores — que permitem desviar ou detectar a presença do Mímico. Além disso, há uma série de quebra-cabeças ambientais, como manipulação de painéis elétricos e ativação de mecanismos, necessários para progredir na história.

## Recepção crítica
| Five Nights at Freddy’s: Secret of the Mimic | Five Nights at Freddy’s: Secret of the Mimic |
| Avaliações da crítica                        | Avaliações da crítica                        |
| Fonte                                        | Avaliação                                    |
| -------------------------------------------- | -------------------------------------------- |
| Destructoid                                  | 6/10                                         |
| Game8                                        | 8.4/10                                       |
| Keengamer                                    | 7.5/10                                       |
| NoobFeed                                     | 8.5/10                                       |
| GamesCreed                                   | [ 30 ]                                       |
| Savvy Gaming                                 | 7.8/10                                       |

Five Nights at Freddy’s: Secret of the Mimic recebeu avaliação majoritariamente positiva por parte da crítica especializada. A análise do site Destructoid destacou a atmosfera tensa do jogo, ressaltando a combinação eficiente entre elementos clássicos da franquia e inovações na jogabilidade, embora tenha apontado certa repetitividade em alguns momentos.
O portal Game8 evidenciou o equilíbrio entre os sustos tradicionais e as mecânicas modernas, valorizando a fidelidade ao tom de terror característico da série, apesar de mencionar que a curva de dificuldade pode causar frustração em determinados jogadores.
A crítica do Keengamer ressaltou a qualidade técnica do título, especialmente o design sonoro e visual que contribuem para a imersão, ao mesmo tempo em que destacou que a narrativa apresenta lacunas em alguns pontos que podem ser percebidas por jogadores mais atentos.
Em contrapartida, o site NoobFeed observou que, apesar das tentativas de inovação, o jogo mantém uma dependência considerável de fórmulas já estabelecidas na franquia, o que pode diminuir o impacto da experiência para jogadores veteranos.
As análises dos portais GamesCreed e Savvy Gaming enfatizaram a qualidade do design de áudio e a fidelidade ao estilo original da série, embora tenham ressaltado que o ritmo da narrativa poderia ser mais consistente para garantir maior engajamento ao longo do jogo.

## Desempenho comercial
Na plataforma Steam, Five Nights at Freddy's: Secret of the Mimic acumulou aproximadamente 205 mil unidades vendidas até o momento, gerando uma receita bruta estimada em cerca de US$ 6,6 milhões.